# Orthetrum lineostigma
Orthetrum lineostigma är en trollsländeart som först beskrevs av Selys 1886.  Orthetrum lineostigma ingår i släktet Orthetrum och familjen segeltrollsländor. Inga underarter finns listade i Catalogue of Life.